# Волочаевка (Забайкальский край)
Волочаевка — село в Нерчинском районе Забайкальского края России. Входит в состав сельского поселения «Андронниковское».

## География
Село находится в юго-западной части района, на левом берегу реки Урульги (приток Шилки), на расстоянии примерно 33 километров (по прямой) к юго-западу от города Нерчинска. Абсолютная высота — 601 метр над уровнем моря.
Климат
Климат характеризуется как резко континентальный, с продолжительной холодной зимой. Средняя температура самого тёплого месяца (июля) составляет 18 — 20 °С (абсолютный максимум — 38 °С). Средняя температура самого холодного месяца (января) — −28 — −30 °С (абсолютный минимум — −54 °С). Годовое количество осадков — 300—350 мм. Продолжительность безморозного периода составляет 100—110 дней.
Часовой пояс
Село Волочаевка находится в часовой зоне МСК+6. Смещение применяемого времени относительно UTC составляет +9:00.

## История
Основано в период между 1670 и 1675 годами и первоначально называлось Урульгинская слобода (позднее — Сенотрусово). Основными занятиями населения были: хлебопашество, охота и сезонная добыча золота. В 1775 году крестьяне были приписаны к Нерчинскому сереброплавильному заводу. С 1851 года население было переведено в казачье сословие. Административно было подчинено станице Кулаковской Забайкальского казачьего войска.
В 1815 году вблизи населённого пункта была построена каменная Покровская церковь. Позднее село, получившее название Покровское, было перенесено в окрестности церкви. В 1923 году было переименовано в Волочаевку.

## Население
| 2010 | 2021 |
| ---- | ---- |
| 20   | ↘14  |

Половой состав
По данным Всероссийской переписи населения 2010 года в гендерной структуре населения мужчины составляли 50 %, женщины — соответственно также 50 %.
Национальный состав
Согласно результатам переписи 2002 года, в национальной структуре населения русские составляли 97 % из 29 чел.

## Улицы
Уличная сеть села состоит из двух улиц:
- ул. Верхняя
- ул. Луговая